# Brachypleura
Brachypleura is een monotypisch geslacht van straalvinnige vissen uit de familie van cithariden (Citharidae).

## Soort
- Brachypleura novaezeelandiae Günther, 1862